# منتخب الغابون تحت 17 سنة لكرة القدم
منتخب الغابون تحت 17 سنة لكرة القدم (بالفرنسية: Équipe du Gabon des moins de 17 ans de football) هو ممثل الغابون الرسمي في المنافسات الدولية في كرة القدم تحت 17 سنة.